# يفغيني زايتسيف
يفغيني زايتسيف (مواليد 16 فبراير 1965) هو ملاكم من الاتحاد السوفيتي، مثّل بلاده في الألعاب الأولمبية الصيفية 1988.

## روابط خارجية
يفغيني زايتسيف على موقع بوكس ريك (الإنجليزية) (registration required)
- يفغيني زايتسيف على موقع أوليمبيديا (الإنجليزية)